# جاك ميلر (لاعب كرة قدم)
جاك ميلر (بالإنجليزية: Jack Miller)‏ (11 مارس 1875 في المملكة المتحدة - 1 يناير 1949) هو لاعب كرة قدم بريطاني (وحمل سابقاً جنسية المملكة المتحدة لبريطانيا العظمى وأيرلندا) في مركز الهجوم. لعب مع ستوك سيتي ووولفرهامبتون واندررز ونادي هدنسفورد تاون وويلنهول تاون ‏.